# William Cox (athlétisme)
Pour l’article homonyme, voir William Cox.
William « Bill » Cox (né le 12 juin 1904 à Rochester et décédé le 3 juin 1996 à Webster) est un athlète américain spécialiste du demi-fond. Son club était le Mercersburg Academy.

## Biographie

### Palmarès
| Date | Compétition           | Lieu  | Résultat | Épreuve            | Performance |
| ---- | --------------------- | ----- | -------- | ------------------ | ----------- |
| 1924 | Jeux olympiques d'été | Paris | 3e       | 3 000 m par équipe | 25 pts      |